# Ingeniería de las reacciones químicas
La ingeniería de las reacciones químicas (ingeniería de la reacción o ingeniería de los reactores químicos) es una especialidad en ingeniería química o química industrial que trata sobre los reactores químicos. Con frecuencia, el término se refiere específicamente a sistemas de reacción catalítica en los que están presentes un catalizador homogéneo o heterogéneo en el reactor. A veces, un reactor en sí no está presente por sí mismo, sino que se integra en un proceso, por ejemplo, en recipientes de separación reactiva, retortas, ciertas celdas de combustible y superficies fotocatalíticas. La cuestión de los efectos de los disolventes en la cinética de la reacción también se considera parte integrante.

## Origen de la ingeniería de las reacciones químicas
La ingeniería de reacciones químicas como disciplina comenzó a principios de la década de 1950 bajo el impulso de investigadores en el centro de investigación Shell Amsterdam y en la universidad de Delft. El término ingeniería de reacción química fue aparentemente acuñado por J.C. Vlugter mientras preparaba el 1er Simposio Europeo sobre Ingeniería de la Reacción Química que se celebró en Ámsterdam en 1957.

## Disciplina

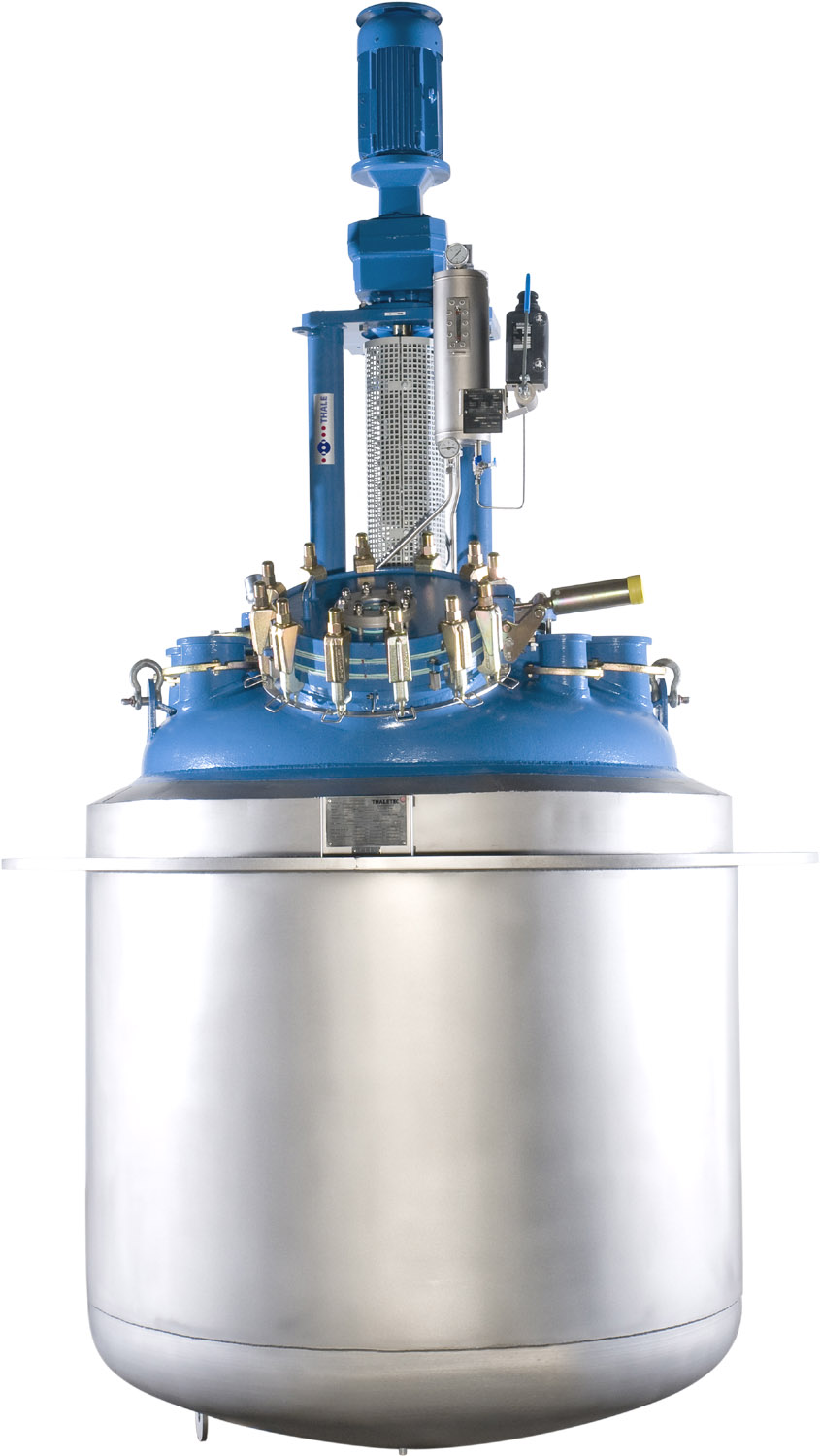
Reactores químicos, Thaletec

La ingeniería de las reacciones químicas tiene como objetivo estudiar y optimizar las reacciones químicas para definir el mejor diseño de reactor. Por lo tanto, las interacciones de los fenómenos de flujo, transferencia de masa, transferencia de calor y cinética de reacción son de primordial importancia para relacionar el rendimiento del reactor con la composición de la alimentación y las condiciones de operación. Aunque originalmente se aplicó a las industrias petrolera y petroquímica, su metodología general que combina los conceptos de química de reacción e ingeniería química permite la optimización de una variedad de sistemas donde se necesita modelado o ingeniería de reacciones. Los enfoques de ingeniería de reacción química están realmente diseñados para el desarrollo de nuevos procesos y la mejora de las tecnologías existentes.

## Libros
- La Ingeniería de las Reacciones Químicas (2.ª Edición), Lanny Schmidt, 2004, Oxford Prensa Universitaria, ISBN 0195169255
- Ingeniería de las Reacciones químicas (3.ª Edición), Octava Levenspiel, 1999, John Wiley & Hijos, ISBN 9971512416, ISBN 9789971512415
- Elementos de Ingeniería de la Reacción Química (4.ª Edición), H. Scott Fogler, 2005, Prentice Sala, ISBN 0130473944, ISBN 9780130473943
- Análisis del Reactor químico y Diseño (2.ª Edición), Gilbert F. Froment Y Kenneth B. Bischoff, 1990, John Wiley & Hijos, ISBN 0471510440, ISBN 9780471510444
- Fundamentos de la Ingeniería de Reacción Química (1.ª Edición), Mark E. Davis y Robert J. Davis, 2003, El McGraw-Compañías de Cerro, Inc., ISBN 007245007X, ISBN 9780072450071

## Simposio ISCRE
La serie más importante de simposios son los simposios internacionales sobre ingeniería de la reacción química o conferencias ISCRE. Estas conferencias de tres días se llevan a cabo cada dos años, rotando entre sitios en América del Norte, Europa y la región de Asia-Pacífico, en un ciclo de seis años. Estas conferencias reúnen durante tres días a investigadores internacionales distinguidos en ingeniería de reacción, profesionales industriales destacados y nuevos investigadores y estudiantes de este campo multifacético. Los simposios de ISCRE son un lugar de reunión único para los ingenieros de reacción donde se consolidan los logros de la investigación y se exploran nuevas fronteras. El estado del arte de varias subdisciplinas de ingeniería de reacción se revisa de manera oportuna y se discuten nuevas iniciativas de investigación.

## Premios en Ingeniería de la Reacción Química
La Junta de ISCRE administra dos premios de estreno en ingeniería de reacciones químicas para investigadores senior y junior cada tres años.

### Premio Neal R. Amundson a la excelencia en ingeniería de la reacción química
En 1996, la Junta Directiva de ISCRE estableció el Premio Neal R. Amundson a la Excelencia en Ingeniería de Reacción Química. Este premio reconoce a un pionero en el campo de la Ingeniería de Reacción Química que ha ejercido una gran influencia en la teoría o la práctica del campo, a través de la originalidad, la creatividad y la novedad del concepto o la aplicación. El premio se otorga cada tres años en una reunión de ISCRE y consiste en una placa y un cheque por un monto de $ 5000. El Premio Amundson está generosamente respaldado por una subvención de ExxonMobil Corporation. Los ganadores del premio incluyen:
- 1996: Neal Amundson, profesor de la Universidad de Minnesota, Universidad de Houston
- 1998: Rutherford Aris, profesor de la Universidad de Minnesota
- 2001: Octave Levenspiel, profesor de la Universidad Estatal de Oregón
- 2004: Vern Weekman, Mobil
- 2007: Gilbert Froment, profesor de la Universidad de Gent, Universidad de Texas A&M
- 2010: Dan Luss, profesor de la Universidad de Houston
- 2013: Lanny Schmidt, profesora de la Universidad de Minnesota
- 2016: Milorad P. Dudukovic, profesor de la Universidad de Washington
- 2018: Anunciado en NASCRE-4

### Rutherford Aris Young Investigator Award en Ingeniería de la Reacción Química
En 2016, la Junta de Directores de ISCRE, Inc. otorgó el primer Rutherford Aris Young Investigator Award a la Excelencia en Ingeniería de Reacción Química. Este premio reconoce contribuciones sobresalientes en la investigación experimental y/o teórica de investigación de ingeniería de investigadores en etapas tempranas de su carrera. El destinatario debe tener menos de 40 años de edad al final del año calendario en el que se presenta la adjudicación. El Aris Award cuenta con el apoyo generoso de una subvención de UOP, L.L.C., una compañía de Honeywell. El premio consiste en una placa, un honorario de $ 3000 y hasta $ 2000 en fondos de viaje para presentar en una conferencia ISCRE/NASCRE y presentar una conferencia en UOP. Este premio complementa el otro gran honor de ISCRE, el Premio Neal R. Amundson. Los ganadores del premio incluyen:
- 2016:  Paul J. Dauenhauer, Profesor - Universidad de Minnesota, EE. UU.
- 2019:  Anunciado en NASCRE-4